# Pod Lasem (Stary Kębłów)
Pod Lasem – część wsi Stary Kębłów leżąca w województwie mazowieckim, w powiecie garwolińskim, w gminie Żelechów.
W latach 1975–1998 Pod Lasem administracyjnie należało do województwa siedleckiego.